# Dalgety Bay
Dalgety Bay, è un luogo della costa del Fife, Scozia, situato sulla sponda settentrionale del Firth of Forth, con una popolazione di 10.011 abitanti al censimento del 2001.
La località, che è stata costruita nel 1962, prende il nome da un antico villaggio e dalla baia su cui si trova, anche se le sue propaggini si allungano sulle Donibristle Bay e St David's Bay.
Dalgety Bay funziona di fatto da sobborgo dormitorio di Edimburgo e del resto del Fife.